# Фердинанд I (царь Болгарии)
Фердинанд I (до 1887 года принц Фердинанд Максимилиан Карл Леопольд Мария Саксен-Кобург-Готский; 26 февраля 1861 — 10 сентября 1948) — князь Болгарии с 7 июля 1887 года, затем — царь Болгарии (основатель Третьего Болгарского царства) с 22 сентября 1908 года по 3 октября 1918 года, из Саксен-Кобург-Готской династии. По матери внук короля французов Луи-Филиппа I, по отцу внук Фердинанда Саксен-Кобург-Заальфельдского. Известен также как ботаник, энтомолог и филателист.

## Молодость

### Происхождение
Фердинанд Максимилиан Карл Леопольд Мария Саксен-Кобург-Готский родился 26 февраля 1861 года в Вене. Он был младшим сыном немецкого  принца Августа Саксен-Кобург-Готского и его жены — Клементины Орлеанской, дочери французского короля Луи Филлипа I.  Фердинанд был воспитан в католической вере своих родителей, он был крещён в Соборе святого Стефана в Вене.
Крёстными родителями мальчика были австрийский эрцгерцог Максимилиан и бельгийская принцесса Шарлотта. Вырос в кругу высшей австро-венгерской знати, на исконных землях Венгрии и Германии.
Служил в австрийском гусарском полку, потом перешёл в венгерские гонведы.

### Избрание
Когда в 1887 году после отречения от престола Александра Баттенбергского кандидатура Вальдемара, принца датского — вследствие противодействия России — оказалась безуспешной, болгарское народное собрание по предложению Д. Тончева, внушенному С. Стамболовым, избрало на болгарский престол принца Фердинанда. Фердинанд тотчас же ответил согласием «посвятить свою жизнь благу болгарского народа, если только Высокая Порта и державы признают избрание». Державы, и, в особенности, Россия, отказались утвердить избрание, тем не менее Фердинанд вступил на болгарскую территорию и обратился к болгарскому народу с прокламацией, в которой говорил, что «так как протесты держав направлены не против его личности, а лишь против формы избрания, то он решил приехать в страну, надеясь, что ввиду совершившегося факта державы откажутся от своих возражений». 14 августа он принёс в Тырнове присягу на верность конституции.

## Правление

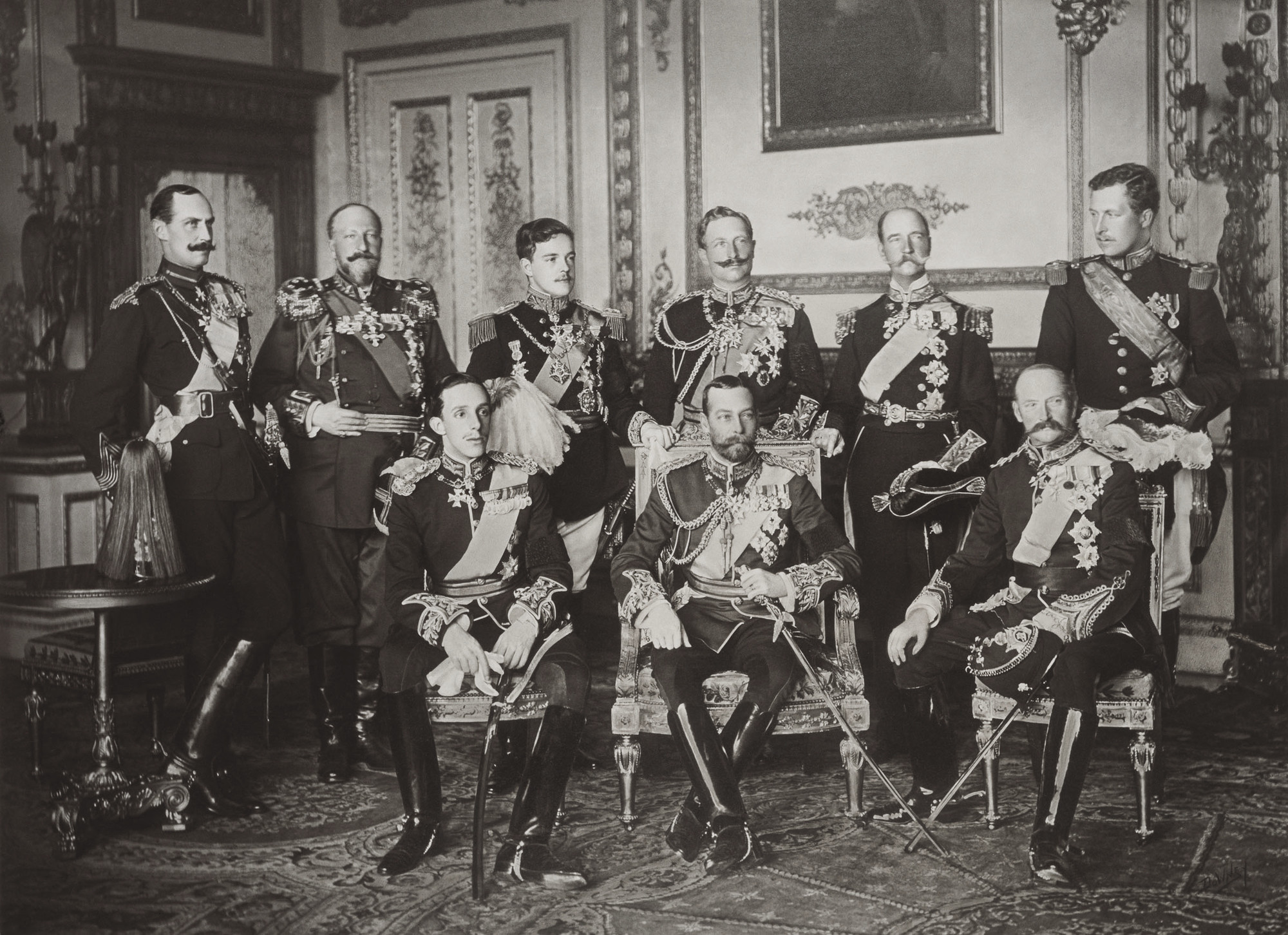
Девять государей в Виндзоре на похоронах короля Эдуарда VII, сфотографировано 20 мая 1910 года. Стоят слева направо: король Норвегии Хокон VII, болгарский царь Фердинанд, король Португалии и Алгарве Мануил II, кайзер Вильгельм II. Германии и Пруссии, король Георг I эллинов и король Бельгии Альберт I. Сидят слева направо: король Испании Альфонсо XIII, король Великобритании Георг V и король Дании Фридрих VIII.

Фердинанд поручил формирование министерства своему главному стороннику Стефану Стамболову, который на 7 лет сделался полновластным властелином Болгарии и самого князя, неохотно, но тем не менее постоянно во всем подчинявшегося ему и даже выносившего с его стороны явные оскорбления. В глазах народа он нес ответственность не только за разрыв с Россией, но и за грубый деспотизм и хищничество Стамболова. К тому же и личной симпатии Фердинанд к себе не возбуждал: он поощрял роскошь и строго требовал соблюдения этикета, совершенно непривычного для болгарского народа, даже для верхних его слоев, привыкших к простоте князя Александра.
В 1893 году Фердинанд женился на принцессе Марии-Луизе Пармской. Поскольку родители невесты были убеждёнными католиками, Фердинанд должен был добиться изменения статьи конституции, требовавшей, чтобы наследник престола был непременно православным; изменение было проведено Стамболовым, преследовавшим при этом свои личные цели. Фердинанд, видимо, стремился отделаться от Стамболова, ставшего для него невыносимым и вместе с тем ведшего Болгарию к несомненному кризису, но дипломатический агент Австро-Венгерской империи, единственной державы, служившей опорой Фердинанду, решительно протестовал против удаления Стамболова. Наконец, в мае 1894 года, когда Стамболов опубликовал показанное ему князем частное письмо, Фердинанд, выйдя из себя, назвал поступок Стамболова бесчестным и отправил его в отставку. Этот решительный шаг значительно поднял популярность князя, с этого момента он сделался самостоятельным и притом крупным фактором в болгарской политической жизни, получив возможность вести собственную политику.

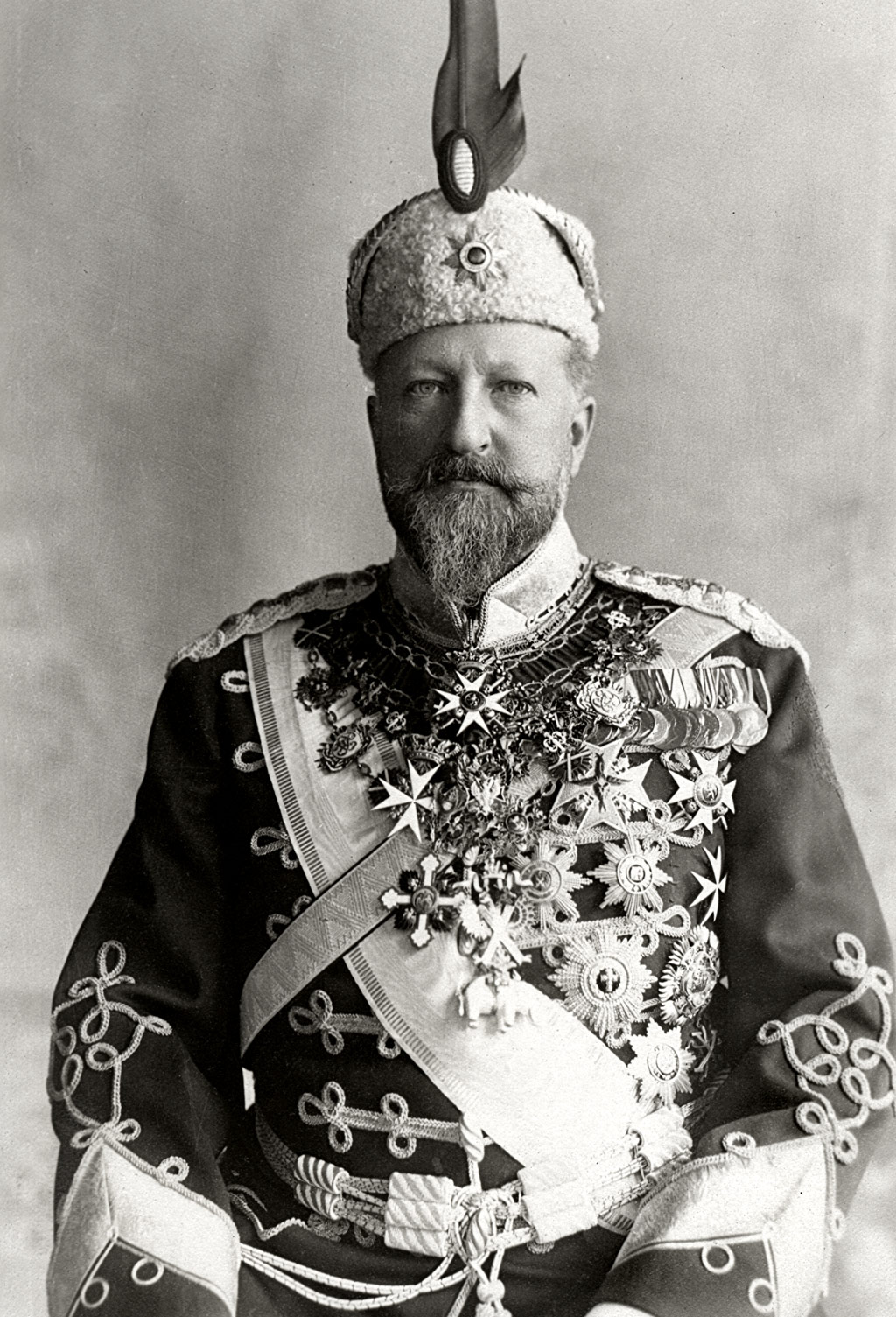
Официальный портрет царя

Чтобы примирить Болгарию с Россией, Фердинанд пожертвовал католическими симпатиями и связями своей жены, и в 1896 году присоединил к православию своего сына Бориса, ранее крещеного в католичество. Россия, а вслед за ней и другие державы, признали князя, это привело к окончательному примирению с ним партий Драгана Цанкова и Петко Каравелова, которые из вождей антидинастической оппозиции перешли в оппозицию конституционную и впоследствии могли даже быть главами или членами правящих партий.
Фердинанд I претендовал на гегемонию Болгарии на Балканах, считая её основным претендентом на европейское наследство Османской империи, при этом опирался на поддержку Германской империи. В 1908 году он провозгласил полную независимость от Турции и принял вместо великокняжеского титула царский (на западноевропейские языки переводится также как «король Болгарии»). Тогда же Болгария из Великого княжества была переименована в Царство Болгарское. В 1912—1913 годах по итогам Первой балканской войны Болгария получила у Турции значительную часть Фракии с Эдирне и, фактически, огромную часть Македонии с выходом к Эгейскому морю. Однако уже в том же 1913 году из-за неурегулированности вопроса с разделом Македонии Фердинанд развязал войну против бывших союзников — Сербии и Греции (Вторая балканская война), в которой Болгария потерпела сокрушительное поражение и даже была вынуждена вернуть часть земель, в том числе область Эдирне, включившейся в войну Турции.
В 1915 году Болгария выступила в Первой мировой войне на стороне Германии (на сей раз в союзе с Турцией), надеясь ещё раз изменить ситуацию на Балканах в свою пользу.

## Отречение и эмиграция
После поражения в войне Фердинанд I отрёкся от престола (1918) в пользу сына Бориса III и покинул страну. Живший в родовом Кобурге Фердинанд пережил смерть сына Бориса III, расстрел другого сына Кирилла, низложение внука Симеона II и установление коммунистической власти в Болгарии.

## Увлечения
Фердинанд был писателем и филателистом. Дворец Евксиноград под Варной — красноречивое свидетельство его франкофильских художественных вкусов.
Вместе с братом Августом в 1879 году путешествовал по Бразилии, где стал страстным ботаником и энтомологом. Часть его коллекций можно увидеть в словацком замке Светы-Антон, где он подолгу жил после отречения от престола.
Во время визитов в Россию обязательно посещал магазин фирмы «Фаберже» и делал покупки на довольно крупные суммы. В один из своих приездов полушутя предложил главе фирмы Карлу Фаберже стать болгарским министром.

## Семья
В 1893 году женился на Марии Луизе Бурбон-Пармской. От этого брака родилось четверо детей:
- Борис (1894—1943), будущий царь Болгарии, 2 детей;
- Кирилл (1895—1945), князь Преславский, холост, бездетен;
- Евдокия (1898—1985), умерла незамужней;
- Надежда (1899—1958), замужем за принцем Альбертом Вюртембергским, 5 детей. Через день после рождения Надежды Мария-Луиза скончалась.

28 февраля 1908 года князь Фердинанд женился во второй раз: его супругой стала Элеонора (1860—1917), дочь князя Генриха IV Рейсс-Шлейц-Кестрицского. Детей в этом браке не было.

## Награды
Болгарские

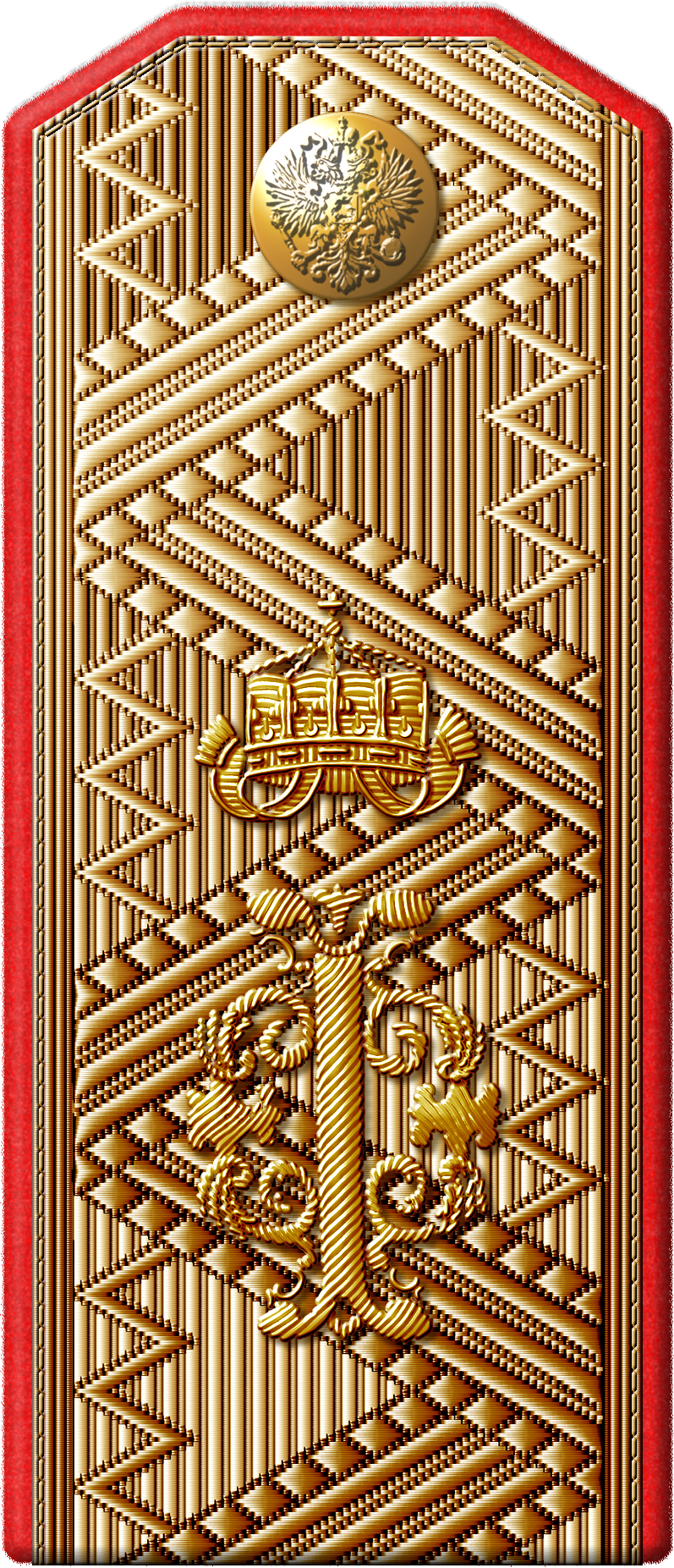
Генерал от инфантерии, реконструкция погона шефа 54-го пехотного Минского Его Величества Царя Болгарского полка

- Орден «Святые Равноапостольные Кирилл и Мефодий»
- ордена «За храбрость» большой крест
- Орден «Святой Александр» 1 ст.
- Орден «За гражданские заслуги» великий крест
- Орден «За военные заслуги» великий крест

Российские
- Орден Святого Андрея Первозванного (1907)
- Орден Святого Владимира 1 ст.
- Орден Святого Александра Невского[10]
- Орден Святой Анны 1 ст.
- Орден Белого Орла
- Орден Святого Станислава 1 ст.

Австрийские
- Военного ордена Марии Терезии большой крест
- Крест Военных заслуг 3 ст. с военным отличием (1915)
- Королевского венгерского ордена Святого Стефана большой крест (1899)
- Орден Золотого руна (1911)

Германские
- Прусский Орден Черного Орла
- Прусский орден Pour le Mérite с дубовыми листьями (1916)
- Прусский Железный крест 1 и 2 класс
- Гессен-Дармштадтский Орден Филиппа Великодушного 1 ст. с мечами
- Саксен-Альтенбургский Орден Эрнестинского Дома большой крест
- Баварский Военный орден Максимилиана Иосифа

Других государств
- Итальянский Орден Аннунциаты (1897)
- Неаполитанский Константиновский орден Святого Георгия (1893)
- Османский Орден Почета (1910)
- Французский Орден Почетного Легиона великий офицер (1905)
- Датский Орден Слона (1910)

Военные титулы
- Маршал Болгарии (7 января 1916)
- Германский генерал-фельдмаршал (18 января 1916)
- Австрийский фельдмаршал (20 января 1916)
- Турецкий мушир (1896)